# 覚渓駅
覚渓駅（カッケえき）は、大韓民国忠清北道永同郡深川面覚渓里にある、韓国鉄道公社（KORAIL）京釜線の駅。
当駅に停車する列車は、2014年5月1日以降は上り朝1本のムグンファ号のみであり、下りは全列車が通過する。

## 駅構造
相対式ホーム2面2線を有する地上駅。

### のりば
- のりばの番号は未設定。

| 下り | 京釜線 | 東大邱方面（現在未使用） |
| 上り | 京釜線 | 大田方面                 |

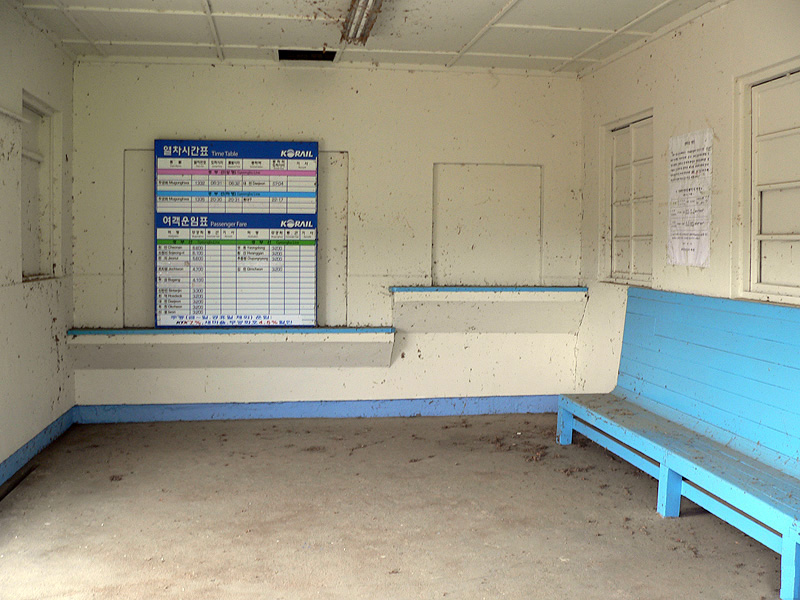
駅舎内部（2007年撮影）

## 利用状況
2010年度の1日平均乗車人員は5人、1日平均乗降人員は5人である。

## 駅周辺
- モッポリ川

## 歴史
- 1964年7月1日 - 無配置簡易駅として営業開始。[2]
- 1966年7月2日 - 駅舎新築竣工。
- 1966年7月5日 - 配置簡易駅に変更。[3]
- 1972年7月20日 - 配置簡易駅から無配置簡易駅に変更。[4]
- 1980年代 - 乙種乗車券代買所に切り替え。
- 1991年1月1日 - 乗車券代買所廃止、無配置簡易駅に格下げ。

## 隣の駅
韓国鉄道公社
京釜線
ITX-セマウル
通過
ムグンファ号
深川駅 ← 覚渓駅 ← 永同駅